# Nowa Wieś (Lubartów)
Pour les articles homonymes, voir Nowa Wieś.
Nowa Wieś (prononciation : [ˈnɔva ˈvjɛɕ]) est un village polonais de la gmina de Serniki dans le powiat de Lubartów de la voïvodie de Lublin dans l'est de la Pologne.
Il se situe à environ 7 kilomètres à l'est de Serniki (siège de la gmina), 11 kilomètres à l'est de Lubartów (siège du powiat) et 26 kilomètres au nord-est de Lublin (capitale de la voïvodie).
Le village compte approximativement une population de 250 habitants.

## Histoire
De 1975 à 1998, le village est attaché administrativement à l'ancienne Voïvodie de Lublin.

Depuis 1999, il fait partie de la nouvelle voïvodie de Lublin.